# Zgornji Kocjan
Zgornji Kocjan – wieś w Słowenii, w gminie Radenci. W 2018 roku liczyła 32 mieszkańców.